# 越南共产党第十三次全国代表大会
越南共产党第十三次全国代表大会（越南语：／，简称越共十三大）于2021年1月在越南河内市召开。

## 大会背景
全球经济和贸易呈下滑之势，且遭受新冠肺炎大流行造成严重冲击，越南经济增长速度约为6%，贫困户比例从1993年的58%降至2020年的3%以下。
2020年因遭受新冠肺炎疫情的影响，越南经济增速可能暴跌，并降至3%。国有经济，尤其是国有企业的活动效率不高，民营企业，外资企业快速发展但尚未实现可持续发展目标。
2020年越南国内生产总值（GDP）增长约达2.91%。是2011－2020年阶段最低增幅，也是2020年世界GDP增长最高国家之一。四季度增长率分别为3.68%、0.39%、2.69%和4.48%。越南2020年度的人均国民生产总值为2,777美元，城镇居民人口为34%，工业就业人口约为就业人口的20%，工业服务业在GDP所占比重为85%（其中工业占40%）。此外，越南于年内签订了《欧盟与越南自由贸易协定》和《区域全面经济伙伴协定》（RCEP）。

## 大会内容
1. 回顾党的十二大的决议落实情况；
2. 回顾了实施革新事业35年、实施1991年纲领30周年、实施2011年补充和发展的纲领10周年和2011－2020年阶段经济社会发展战略等的情况等；
3. 提出2021－2026年阶段任务、方向；
4. 确定到2030年目标和方向（纪念越南共产党成立100周年）和到2045年国家发展愿景（纪念越南民主共和国－今为越南社会主义共和国成立100周年）等[3]。

十三大方针为“团结、民主、自律、创新、发展”。

### 大会报告
大会的政治报告提出以下具体目标：
- 至2025年把越南发展成为工业朝着现代化方向和脱离中等偏下收入国家行列的发展中国家。
- 2030年庆祝党建100周年，把越南发展成为现代化和跨入中等偏上收入国家行列的发展中国家。
- 2045年庆祝建国100周年，把越南发展成为高收入的发达国家。

## 大会代表
2020年5月14日，越南共产党第十二届中央委员会第十二次全体会议（越共十二届十二中全会）发布公报，其中第三条指出“中央委员会就越共十三大代表名额分配原则和代表名额进行审议、讨论并提出意见；代表名额分配原则需按照党章的规定进行，名额合理。确保选择正确的同志代表各级党委和全体党员出席大会，代表全党的智慧，确保大会成功召开”。
2021年1月22日，越共中央宣教部在越共十三大开幕前的新闻发布会上表示，代表越南510多万名党员的1587名代表出席会议，较越共十二大增加近80名代表，为历次大会的最多代表名额。特邀代表包括原越南党和国家领导人，各国驻越南大使、代表和国际组织驻越南首席代表，越南英雄母亲和各界人士代表等。
1587名代表中，当然代表占12.04%，在各省市和中央直属机关党代表大会选举产生的代表占87.02%，指定代表占0.95%，女性代表占13.99%，少数民族代表占11.03%等。

## 大会机构
- 阮富仲（越共中央总书记・国家主席・越共中央军委书记）
- 阮氏金銀（越南国会主席）
- 吴春历（越共中央军事委员会副书记・国防部部长）
- 苏林（公安部部长）
- 阮春福（越南政府总理・越共中央军事委员会常务委员）
- 阮善仁（越共胡志明市委书记）
- 范明政（越共中央书记处书记・越共中央组织部部长）
- 丛氏放（越南国会常务副主席）
- 王廷惠（越共河内市委书记）
- 陈国旺（越共中央书记处常务书记）
- 范平明（越南政府副总理・外交部部长(兼)）
- 张氏梅（越共中央书记处书记・越共中央民运部部长）
- 张和平 (1955年)（英语：Trương Hòa Bình）（越南政府常务副总理）
- 阮文平（越共中央书记处书记・越共中央经济部部长）
- 武文赏（越共中央书记处书记・越共中央宣教部部长・越共中央对外通讯报道工作指导委员会主任）
- 黄忠海（越共十三大文件起草小组委员会常务副主任）
- 陈青敏（越共中央书记处书记・越南祖国阵线中央委员会主席）[8]

## 总体流程
2021年1月25日上午，越南共产党第十三次全国代表大会筹备会在河内国家会议中心召开。阮氏金银主持会议。大会表决通过了越共十三大的议程和选举制度，并选举由16名中央政治局委员和越共中央书记处书记、越南祖国阵线中央委员会主席陈清敏组成的主席团、5人组成的秘书团和13人组成的代表资格审查小组。
越南标准时间2021年1月26日上午8时，越南共产党第十三次全国代表大会在越南国家会议中心正式开幕。阮氏金银主持大会，阮春福致开幕词并宣布大会开幕。

### 本届选举
1月29日越共十三大召开第四个工作日会议，讨论越共第十三届中央委员会候选人预备人选，并讨论越共第十三届中央委员会候选人预备人选名额，确定中央委员会由180名正式委员和20名候补委员构成。
1月30日越共十三大召开第五个工作日会议，越共十三大代表投票选举第十三届中央委员会，并于下午公布当选越共十三届中央委员会的200名委员名单。

## 其他
在越共十三大筹备会开幕前的1月25日，越南党和国家领导人及出席十三大代表团进入胡志明纪念堂瞻仰胡志明遗容，之后前往河内巴亭北山街的英雄烈士纪念碑，向英烈上香并敬献花圈。

## 影响

### 各方反应
- 1月25日，朝鲜劳动党中央委员会致电祝贺越南共产党第十三次代表大会召开[13]。
- 1月26日，中国共产党中央委员会致电祝贺越南共产党第十三次全国代表大会召开[14]。